# Parvocalanus crassirostris
Parvocalanus crassirostris är en kräftdjursart som först beskrevs av F. Dahl 1894.  Parvocalanus crassirostris ingår i släktet Parvocalanus och familjen Paracalanidae. Inga underarter finns listade i Catalogue of Life.